# Honghua (socken i Kina, Jiangsu)
Honghua (kinesiska: 红花, 红花街道) är en socken i Kina. Den ligger i provinsen Jiangsu, i den östra delen av landet, nära eller i provinshuvudstaden Nanjing. Antalet invånare är 112254. Befolkningen består av 49 305 kvinnor och 62 949 män. Barn under 15 år utgör 8,0 %, vuxna 15-64 år 85 %, och äldre över 65 år 5,0 %.
Genomsnittlig årsnederbörd är 1 385 millimeter. Den regnigaste månaden är juli, med i genomsnitt 242 mm nederbörd, och den torraste är december, med 38 mm nederbörd.